# René Ponk
René Ponk (Amsterdam, 21 oktober 1971) is een Nederlands voormalig voetballer die als doelman speelde. Nadien werd hij keeperstrainer.

## Clubcarrière
Ponk begon met voetbal bij DRC en maakt in het seizoen 1994/1995 zijn debuut in het betaald voetbal voor FC Utrecht. Zijn eerste wedstrijd in het betaalde voetbal speelde hij op 13 november 1994, toen hij na 15 minuten inviel voor Jan Willem van Ede in de wedstrijd FC Utrecht-FC Twente (0-4). Ponk keepte dat seizoen vijf wedstrijden.
Hij werd daarna een seizoen verhuurd aan VVV-Venlo, alwaar hij 32 wedstrijden keepte. Hij keerde terug in Utrecht en keepte 22 wedstrijden. Ponk vertrok in 1996 naar het Spaanse SD Compostela en bleef drie jaar keepen voor de club die destijds uitkwam in de Primera División.
Na drie seizoenen en 43 wedstrijden keerde Ponk bij Dordrecht'90 terug in Nederland. Na een seizoen in de basis te hebben gestaan vertrok Ponk naar zijn vroegere club FC Utrecht, waar hij de eerste twee seizoenen nog reserve was achter Harald Wapenaar en slechts 6 maal keepte. In de seizoenen 2003/2004 en 2004/2005 kwam Ponk echter vaker aan bod, hoewel hij zijn basisplaats uiteindelijk moest afstaan ten gunste van Joost Terol.
In 2005 verruilde hij Utrecht voor Sparta Rotterdam. Daar keepte hij in 2005/2006 alle wedstrijden. In het seizoen 2006/2007 verloor hij zijn basisplaats echter al snel—opnieuw aan de inmiddels van FC Utrecht gehuurde Terol (met wie Ponk niettemin goed bevriend is). Toen hij in december 2006 zijn basisplaats terugkreeg raakte hij tijdens zijn tweede wedstrijd ernstig geblesseerd. Sparta trok daarna Harald Wapenaar aan waarna Ponk op zoek moest naar een nieuwe werkgever. Voor het seizoen 2007/2008 tekende hij een contract bij HFC Haarlem. In het seizoen 2008/09 is Ponk keeperstrainer bij Haarlem. Hij maakte op 20 maart 2009 een kortstondige comeback als speler. Hij zat op de bank vanwege de blessures van twee keepers.
Ponk was begin seizoen 2011-2012 ook keeperstrainer bij SV Argon uit Mijdrecht waarna hij met trainer Marcel Keizer mee ging naar SC Telstar. In maart 2016 werd hij keeperstrainer van SC Cambuur. Na het ontslag van trainer Rob Maas in oktober van dat jaar werd hij ook assistent-coach. In 2019 werd hij in China keeperstrainer bij Beijing BSU.

## Clubstatistieken
| Club             | Seizoen   | Competitie | Competitie | Beker | Beker | Play-offs | Play-offs | Totaal | Totaal |
| Club             | Seizoen   | Duels      | Goals      | Duels | Goals | Duels     | Goals     | Duels  | Goals  |
| ---------------- | --------- | ---------- | ---------- | ----- | ----- | --------- | --------- | ------ | ------ |
| FC Utrecht       | 1993–1994 | 0          | 0          | 0     | 0     | 0         | 0         | 0      | 0      |
| FC Utrecht       | 1994–1995 | 5          | 0          | ?     | 0     | ?         | 0         | ?      | 0      |
| Totaal           | Totaal    | 5          | 0          | ?     | 0     | ?         | 0         | ?      | 0      |
| VVV              | 1995–1996 | 32         | 0          | 3     | 0     | 5         | 0         | 40     | 0      |
| Totaal           | Totaal    | 32         | 0          | 3     | 0     | 5         | 0         | 40     | 0      |
| FC Utrecht       | 1996–1997 | 22         | 0          | ?     | 0     | ?         | 0         | ?      | 0      |
| Totaal           | Totaal    | 22         | 0          | ?     | 0     | ?         | 0         | ?      | 0      |
| SD Compostela    | 1997–1998 | 19         | 0          | ?     | 0     | ?         | 0         | ?      | 0      |
| SD Compostela    | 1998–1999 | 1          | 0          | ?     | 0     | ?         | 0         | ?      | 0      |
| SD Compostela    | 1999–2000 | 23         | 0          | ?     | 0     | ?         | 0         | ?      | 0      |
| Totaal           | Totaal    | 43         | 0          | ?     | 0     | ?         | 0         | ?      | 0      |
| Dordrecht'90     | 2000–2001 | 32         | 0          | ?     | 0     | ?         | 0         | ?      | 0      |
| Totaal           | Totaal    | 32         | 0          | ?     | 0     | ?         | 0         | ?      | 0      |
| FC Utrecht       | 2001–2002 | 2          | 0          | ?     | 0     | ?         | 0         | ?      | 0      |
| FC Utrecht       | 2002–2003 | 4          | 0          | ?     | 0     | ?         | 0         | ?      | 0      |
| FC Utrecht       | 2003–2004 | 28         | 0          | ?     | 0     | ?         | 0         | ?      | 0      |
| FC Utrecht       | 2004–2005 | 18         | 0          | ?     | 0     | ?         | 0         | ?      | 0      |
| Totaal           | Totaal    | 52         | 0          | ?     | 0     | ?         | 0         | ?      | 0      |
| Sparta Rotterdam | 2005–2006 | 34         | 0          | 2     | 0     | 0         | 0         | 36     | 0      |
| Sparta Rotterdam | 2006–2007 | 7          | 0          | 0     | 0     | 0         | 0         | 7      | 0      |
| Totaal           | Totaal    | 41         | 0          | 2     | 0     | 0         | 0         | 43     | 0      |
| HFC Haarlem      | 2007–2008 | 28         | 0          | ?     | 0     | ?         | 0         | ?      | 0      |
| Totaal           | Totaal    | 28         | 0          | ?     | 0     | ?         | 0         | ?      | 0      |
| Totalen          | Totalen   | 255        | 0          | ?     | 0     | ?         | 0         | ?      | 0      |

## Erelijst
FC Utrecht
- KNVB beker

2004